# Raymond Carr
Albert Raymond Maillard Carr (Bath, Somerset; 11 de abril de 1919 - 19 de abril de 2015) fue un historiador, profesor e hispanista británico, especializado en el estudio de la historia contemporánea de España.

## Biografía
Nacido en 1919 en la ciudad inglesa de Bath, contrajo matrimonio en 1950 con Sara Strickland; ambos fueron padres de cuatro hijos (tres hijos y una hija). Su esposa murió en 2004. Le sobrevivieron tres hijos —su hijo Matthew Carr, pintor paisajista, murió de leucemia en 2011—.
En 1966 publicó Spain 1808-1939, traducida al castellano tres años después, que conformaría la primera parte de España 1808-1975. Gracias a esta obra, junto a sus estudios sobre la II República y la Guerra civil española, fue reconocido como uno de los grandes hispanistas contemporáneos. Fue rector (warden) del St Anthony's College de Oxford de 1968 a 1987, presidió la Sociedad de Estudios Latinoamericanos y fue profesor de Historia Latinoamericana en Oxford. También fundó el Iberian Centre.
Miembro de la Academia Británica, recibió múltiples reconocimientos a su labor de hispanista, entre los que se encuentran la Gran Cruz de Alfonso X el Sabio (1983) y el Premio Príncipe de Asturias de Ciencias Sociales en 1999. Desde 1970 fue miembro correspondiente de la Real Academia de la Historia de España. En 2010 se publicó su biografía Raymond Carr: La curiosidad del zorro, a cargo de María Jesús González Hernández, traducida al inglés con el título de Raymond Carr: The Curiosity of the Fox.

## Obras
Fue autor de trabajos como:
- (ed. lit.) Estudios sobre la República y la Guerra Civil española, Ariel, 1974.
- (con Juan Pablo Fusi) España, de la dictadura a la democracia, Planeta, 1979.[a]
- English Fox-Hunting: A History, 1979.
- España, de la Restauración a la democracia, 1875-1980, Ariel, 1983 (reedición 2003).
- Richard Ford, Gerald Brenan y el descubrimiento de España por los viajeros, Barcelona: Fundació Bancaja, 1995.
- (coord.) La época de Franco (1939-1975), Espasa Calpe, 1996.
- (coord.) Visiones de fin de siglo, Taurus Ediciones, 1999.
- El rostro cambiante de Clio. Ensayos. España, Gran Bretaña, Historia, Biblioteca Nueva, 2005.[18]
- Historia de España, Península, 2007.
- España, 1808-2008, Ariel, 2009.

## Premios
Ha recibido, entre otras, las siguientes distinciones:
- 1979: Premio Espejo de España.[b]
- 1983: Gran Cruz de la Orden Civil de Alfonso X el Sabio.[20]
- 1999: Premio Príncipe de Asturias de Ciencias Sociales.
- 2012: Premio Fundación Banco Santander.[21]